# Pachypanchax sp. nov. 'Sofia'
Pachypanchax sp. nov. 'Sofia' là một loài cá in the Aplocheilidae family. It is đặc hữu to Madagascar. Its natural habitat is rivers.